# Henri Jeanson
Henri Jeanson (Parijs, 6 maart 1900 - Équemauville, 6 november 1970) was een Frans scenarioschrijver en journalist.

## Leven en werk

### Journalist
In 1917 al ging Jeanson aan de slag als journalist, bij La Bataille, het dagblad van de CGT. Later, in de jaren twintig, ontpopte hij zich tot een te duchten verslaggever, interviewer en filmcriticus. Hij was actief bij onder meer Les Hommes du jour, Le Canard enchaîné en Paris-Soir. Hij maakte van meet af aan naam door zijn vinnige, gepassioneerde stijl, zijn boutades en zijn temperament van polemist.
Hij leidde een heftige journalistieke carrière waarbij hij enkele veroordelingen en een geldboete opliep omwille van zijn politieke stellingnames. Eind 1939 werd hij uiteindelijk aangehouden, onder meer omdat hij een pacifistisch pamflet had ondertekend. Een militaire rechtbank (Jeanson was gemobiliseerd) veroordeelde hem tot vijf jaar cel waarvan hij vier maanden uitzat.
Midden 1940 werd hij hoofdredacteur van het 'onafhankelijk' dagblad Aujourd'hui. Wanneer de Duitse bezetter hem enkele maanden later vroegen  openlijk positie te kiezen tegen de Joden en voor de collaboratie van het Vichyregime nam hij ontslag en werd hij opnieuw opgesloten. Na enkele maanden kwam hij op voorspraak weer vrij. Hij mocht echter niet meer werken in het pers- en filmmilieu.

### Dialoogschrijver voor de film
Jeanson debuteerde in 1933 met het scenario en de dialogen voor de komedie La Dame de chez Maxim's, de verfilming van het heel populaire toneelstuk La Dame de chez Maxim van vaudevilleschrijver Georges Feydeau.
Jeanson was voor alles een dialoogschrijver. Hij schreef dikwijls (maar niet altijd) mee aan het scenario maar nam daarnaast vooral het uitschrijven van de dialogen voor zijn rekening. Voor zijn meeslepende en explosieve replieken had hij, eerder dan de personages van het verhaal, zoveel mogelijk de vertolkers zelf voor ogen. Hierbij dacht hij aan acteurs zoals zijn goede vriend Louis Jouvet voor wie hij de tekst schreef voor tien films. Fernandel (6), Martine Carol (5), Pierre Brasseur (4), Michèle Morgan (4), Michel Simon (3), Jean Gabin (3), Gérard Philipe (3) en Jean Marais (3) brachten eveneens op hun lijf geschreven teksten van zijn hand.  
Zo heeft Jeanson de dialogen van een aantal vooroorlogse klassiekers op zijn naam staan: Pépé le Moko (1937), Un carnet de bal (1938), Hôtel du Nord (1938) en Entrée des artistes (1938), allen geregisseerd door vooraanstaande cineasten als 
Julien Duvivier, Marcel Carné en Marc Allégret.
Na de oorlog verscheen zijn naam opnieuw op de filmgenerieken. Jeanson werkte de dialogen en het scenario uit voor films van traditionele regisseurs als Christian-Jaque (15 films), Jean Delannoy (5), Henri Verneuil (3) en Henri Decoin (3). Sommige groeiden uit tot ware kaskrakers, de historische avonturenfilm Fanfan la Tulipe (Christian-Jaque, 1952) en de oorlogskomedie La Vache et le Prisonnier (Verneuil, 1959) voorop. Ook de Jean Marais-drama's Carmen (Christian-Jaque, 1945) en Aux yeux du souvenir (Delannoy, 1948) oogstten aanzienlijk veel bijval bij het naoorlogs publiek, net zoals Meurtres? (1950), een drama met Fernandel, en La Tulipe noire (Christian-Jaque, 1964), een historische avonturenfilm met Alain Delon. Jeanson zette ook zijn samenwerking met Duvivier succesvol voort in zes andere films.
In 1950 regisseerde hij zijn enige film: de komedie Lady Paname waarvan hij de hoofdrol schonk aan Jouvet.

### Journalist na de oorlog
Na de oorlog hernam Jeanson met veel bravoure ook zijn journalistieke activiteiten. Hij leende zijn vlijmscherpe polemische pen aan diverse tijdschriften en dagbladen. Zo schreef hij voor de satirische weekbladen Le Crapouillot en (opnieuw) Le Canard enchaîné evenals voor de kranten Combat en L'Aurore. 
In 1965 nam hij afscheid van de filmwereld om zich meer te wijden aan de polemische journalistiek en aan het schrijven van zijn memoires.

### Privéleven
In 1928 huwde Jeanson met de schrijfster en actrice Marion Delbo. Het koppel scheidde. In 1967 hertrouwde Jeanson met Claude Marcy die al jarenlang zijn levensgezellin was.
Jeanson overleed in 1970 op 70-jarige leeftijd. Hij had al een tijd last van een longoedeem.

## Filmografie (ruime selectie)
- 1933 - Le Jugement de minuit (Alexandre Esway)
- 1933 - La Dame de chez Maxim's (Alexander Korda)
- 1933 - Les Aventures du roi Pausole (Alexis Granowsky)
- 1936 - Mister Flow (Robert Siodmak)
- 1937 - Pépé le Moko (Julien Duvivier)
- 1937 - Le Chemin de Rio (Cargaison blanche) (Robert Siodmak)
- 1937 - Un carnet de bal (Julien Duvivier)
- 1937 - Les Rois du sport (Pierre Colombier)
- 1937 - Naples au baiser de feu (Augusto Genina)
- 1938 - Prison sans barreaux (Léonide Moguy)
- 1938 - Le Patriote (Maurice Tourneur)
- 1938 - Entrée des artistes (Marc Allégret)
- 1938 - Le Drame de Shanghaï (Georg Wilhelm Pabst)
- 1938 - Hôtel du Nord (Marcel Carné)
- 1942 - La Nuit fantastique (Marcel L'Herbier)
- 1943 - L'Honorable Catherine (Marcel L'Herbier)
- 1943 - Carmen (Christian-Jaque)
- 1945 - Boule de suif (Christian-Jaque)
- 1946 - Un revenant (Christian-Jaque)
- 1947 - Copie conforme (Jean Dréville)
- 1947 - Les Maudits (René Clément)
- 1947 - La Taverne du poisson couronné (René Chanas)
- 1948 - Les amoureux sont seuls au monde (Henri Decoin)
- 1948 - Aux yeux du souvenir (Jean Delannoy)
- 1949 - Entre onze heures et minuit (Henri Decoin)
- 1949 - Au royaume des cieux (Julien Duvivier)
- 1950 - Lady Paname (Henri Jeanson)
- 1950 - Meurtres? (Richard Pottier)
- 1950 - È più facile che un cammello... (Luigi Zampa)
- 1950 - Souvenirs perdus (Christian-Jaque) (anthologiefilm, episodes Une cravate de fourrure en La couronne mortuaire)
- 1951 - Sous le ciel de Paris (Julien Duvivier) (commentaar van de anthologiefilm)
- 1951 - Barbe-Bleue (Christian-Jaque)
- 1951 - Le Garçon sauvage (Jean Delannoy)
- 1952 - Fanfan la Tulipe (Christian-Jaque)
- 1952 - La Minute de vérité (Jean Delannoy)
- 1952 - La Fête à Henriette (Julien Duvivier)
- 1954 - Destinées (anthologiefilm, episode Lysistrata van Christian-Jaque)
- 1954 - Madame du Barry (Christian-Jaque)
- 1955 - Le Printemps, l'Automne et l'Amour (Gilles Grangier)
- 1955 - Nana (Christian-Jaque)
- 1957 - Pot-Bouille (Julien Duvivier)
- 1957 - Nathalie (Christian-Jaque)
- 1958 - Maxime (Henri Verneuil)
- 1959 - Guinguette (Jean Delannoy)
- 1959 - Marie-Octobre (Julien Duvivier)
- 1959 - Nathalie, agent secret (Henri Decoin)
- 1959 - La Vache et le Prisonnier (Henri Verneuil)
- 1960 - L'Affaire d'une nuit (Henri Verneuil)
- 1960 - Terrain vague (Marcel Carné)
- 1961 - Vive Henri IV, vive l'amour (Claude Autant-Lara)
- 1961 - Le Puits aux trois vérités (François Villiers)
- 1961 - Madame Sans-Gêne (Christian-Jaque)
- 1962 - Le crime ne paie pas (Gérard Oury) (anthologiefilm, episode L'Affaire Hugues)
- 1962 - Le Diable et les Dix Commandements (Julien Duvivier) (anthologiefilm, episodes Tu ne jureras point, Père et mère tu honoreras et Tu ne mentiras point, Les dimanches tu garderas)
- 1963 - Le Glaive et la Balance (André Cayatte)
- 1963 - Les Bonnes Causes (Christian-Jaque)
- 1964 - La Tulipe noire (Christian-Jaque)
- 1964 - Le Repas des fauves (Christian-Jaque)
- 1965 - Le Majordome (Jean Delannoy)
- 1965 - Pas de caviar pour tante Olga (Jean Becker)
- 1966 - Paris au mois d'août (Pierre Granier-Deferre)
- 1966 - Le Saint prend l'affût (Christian-Jaque)
- 1968 - L'Homme à la Buick (Gilles Grangier)

## Publicaties

### Toneelwerk
- Toi que j'ai tant aimée, 1929
- Amis comme avant, 1929 (komedie)
- Aveux spontanés
- Le petit navire
- L'heure éblouisssante

### Memoires
- Soixante-dix ans d'adolescence, Stock, 1973

### Varia
- En verve, mots, propos, aphorismes, Éditions Pierre Horay, 2004